# Sangre y honor: la juventud bajo Hitler
Sangre y honor: la juventud bajo Hitler (en Latinoamérica; en alemán, Blut und Ehre: Jugend unter Hitler; en inglés, Blood and Honor: Youth under Hitler) fue una miniserie germano-estadounidense de 1982, coproducida por Südwestfunk (SWF), Taurus-Film GmbH y Daniel Wilson Productions Inc.

## Producción
El guion original fue escrito por Helmut Kissel, quien se basó parcialmente en su propia experiencia como miembro de la Deutsches Jungvolk ('Juventud alemana') —una sección de la Hitlerjugend ('Juventudes Hitlerianas')—; sin embargo, el guion que finalmente se llevó a la pantalla fue escrito por Robert Muller.
Bajo la dirección de Bernd Fischerauer, el rodaje de la miniserie se llevó a cabo en la ciudad de Baden-Baden (Alemania Federal). Las primeras cuatro semanas de filmación se realizaron en agosto de 1980 y el resto de la producción se completó entre enero y marzo de 1981.
Existen dos versiones de la miniserie pues cada escena se rodó en alemán e inglés. La versión alemana, cuya posproducción finalizó en la primavera boreal de 1982, constó de cuatro partes; se estrenó en la red de televisión ARD el 12 de julio de 1982 y fue vista por más del 50 % de la audiencia. La versión estadounidense, dividida en dos episodios, se estrenó en varias estaciones independientes de Estados Unidos —como KBHK-44 y WPIX-TV, entre otras— el 30 de noviembre de 1982.
Además, el telefilme también se transmitió en otros siete países, incluidos Austria, Israel, Países Bajos y Reino Unido.

## Galardones
En el mismo año de su estreno, la miniserie fue galardonada con un premio Peabody.

## Crítica
Ein zeitgeschichtlicher Fernsehfilm, der sich sorgfältig und anschaulich um ein Abbild damaliger Methoden und Auswirkungen der nationalsozialistischen Jugenderziehung bemüht.
Un telefilme histórico contemporáneo que intenta retratar cuidadosa y claramente los antiguos métodos y efectos de la educación juvenil nacionalsocialista.